# 伪奉天市政公署旧址

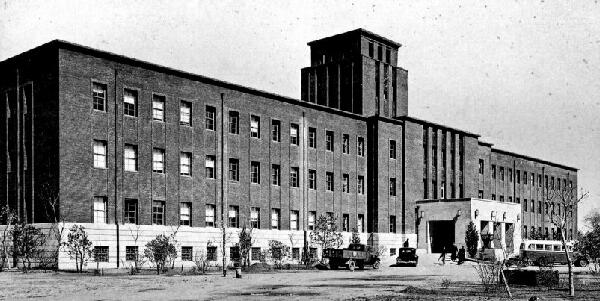
旧时奉天市政公署大楼

伪奉天市政公署旧址位于中国辽宁省沈阳市沈河区市府大路260号。是满洲国时期奉天市的市政领导机关奉天市公署的旧址。
1931年9月20日，沈阳市政公所被更名为奉天市政公署，并由关东军参谋大佐兼奉天特务机关长土肥原贤二任市长。1937年12月，关东军将奉天公园改建为满洲国奉天市政公署大楼。大楼建筑呈天井型结构，建筑面积15500平方米，由褐色外墙砖罩面。1948年11月2日中国人民解放军攻占沈阳后，大楼变为沈阳市人民政府办公驻地。该建筑被列为第四批沈阳市文物保护单位。